# Veltheimia capensis
Veltheimia capensis är en sparrisväxtart som först beskrevs av Carl von Linné, och fick sitt nu gällande namn av Dc. Veltheimia capensis ingår i släktet Veltheimia och familjen sparrisväxter. Inga underarter finns listade i Catalogue of Life.

## Bildgalleri

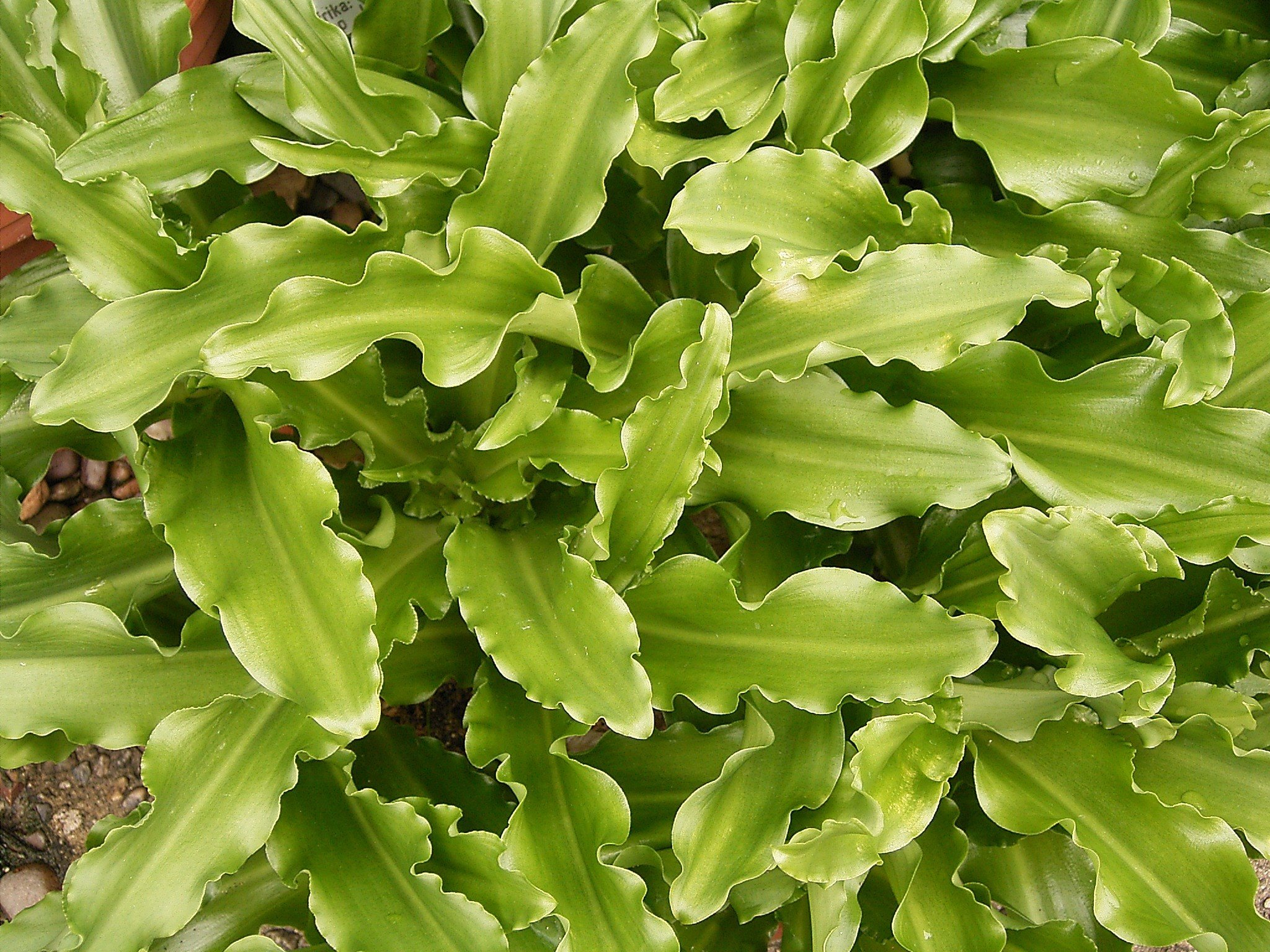